# Diskrepanz
Unter Diskrepanz (von lateinisch discrepantia ‚Nichtübereinstimmung‘, ‚Uneinigkeit‘) versteht man allgemein ein Missverhältnis zwischen zwei Sachen und deren Nichtübereinstimmung oder Widersprüchlichkeit. Dies kann sich auch auf das Reden und Handeln von Personen beziehen, zum Beispiel in Bezug auf zwei Aussagen oder Sachverhalte.
Eine Diskrepanz von Aussagen besteht beispielsweise dann, wenn sich zwei Zeugen zum Hergang eines Verkehrsunfalls abweichend oder widersprüchlich äußern.
Eine Diskrepanz von Sachverhalten liegt beispielsweise vor, wenn etwa ein Politiker nach einer Wahl ganz anders handelt, als er es zuvor angekündigt oder versprochen hat. In diesem Zusammenhang spricht man von einer Diskrepanz zwischen Reden und Handeln oder Anspruch und Wirklichkeit – „Wasser predigen, und Wein trinken“ – und somit auch von seiner sogenannten Fallhöhe.

## Diskrepanz (Mathematik)
In der Mathematik bezeichnet Diskrepanz die Abweichung eines mathematischen Objektes von einem Idealzustand, allgemeiner auch die Tatsache, dass bestimmte ideale Zustände wie gleichmäßig verteilte Punktemengen oder -folgen nur mit Einschränkungen erreicht werden können.
In der Theorie der Gleichverteilung modulo 1 bezeichnet man als Diskrepanz einer Folge die Abweichung der Verteilung dieser Folge von der Gleichverteilung.